# История Антуана Фишера
История Антуана Фишера (англ. Antwone Fisher) — мелодраматический биографический фильм 2002 года, ставший режиссёрским дебютом для Дензела Вашингтона, и актёрским для Дерека Люка.

## Сюжет
Фильм рассказывает об истории 24-летнего Антуана Фишера (Дерек Люк), темпераментного молодого человека, служащего в ВМС США. После драки с таким же матросом на базе в Коронадо, штат Калифорния, Антуан был понижен в звании, оштрафован, списан на берег на 45 дней и отправлен на консультацию к психологу с целью обуздать приступы гнева. Антуан идет на встречу с доктором Джеромом Дэвенпортом (Дензел Вашингтон), где активно сопротивляется попыткам того узнать что-то о его жизни. Параллельно Антуан испытывает чувства к сотруднице военно-морского флота матросу Шерил (Джой Брайант), но стесняется с ней общаться. Две недели спустя, Антуана принудительно доставили в кабинет Дэвенпорта, из-за того что он пропускал встречи. Он объясняет Антуану, что осталось три сеанса, по которым будет вынесена оценка и решён вопрос об оставлении его в рядах ВМФ. Антуан отказывается разговаривать, а Дэвенпорт приказывает ему посещать сеансы, в результате чего он просто просиживает отведённое время в кресле. Наконец, Дэвенпорту удаётся разговорить Антуана, и попытаться направить его чувства к Шерил в нечто положительное. Антуан рассказал ему о том, что отец был убит своей подружкой до его рождения, а мать, Ева Мэй Фишер, была арестована и попала в тюрьму штата Огайо, где и родила его. Затем он был помещен в детский дом, однако мать не забрала его, и в возрасте двух лет его отдали в приемную семью псевдорелигиозной пары — мистера и миссис Тейт (Эллис Уильямс и Новелла Нельсон). В возрасте семи лет, в Кливленде, маленький Антуан (Малкольм Дэвид Келли) регулярно избивался приемной матерью, обзывавшей его и двух других мальчиков «ниггерами». На следующем сеансе, Антуан рассказал, о том как воспротивился «матери» и был выгнан из дома в возрасте 14 лет. Прожив на улицах несколько лет, он решил вступить во флот, чтобы сделать что-то важное в своей жизни. Однако жестокость общества пробудила в нём буйный нрав. Желая помочь понять неоднозначные чувства в отношении своей расы, Дэвенпорт даёт Антуану книгу о том как поколения афроамериканских рабов начали плохо обращаться со своими детьми, так как переняли это отношение от своих хозяев. На третьем сеансе, Дэвенпорт заявляет, что они больше не будут видеться, хоть он и даст положительную рекомендацию во флот. Но несмотря на первоначальный скептицизм, растерянный из-за открытости своих чувств, Антуан врывается в офис Дэвенпорта и кричит на него и его пациентов. На это, Дэвенпорт предлагает встречаться в кабинете в свободное время. Антуан получает от него поддержку, рассказывая о своей стеснительности с Шерил. Для решения этой проблемы Дэвенпорт предлагает разрядить обстановку при общении с ней, предложением пойти поесть. После некоторых сомнений Антуан идет на свидание с Шерил, где она его целует, и они начинают встречаться. Антуан сообщает об этом Дэвенпорту, но не вовремя — у доктора проблемы в отношениях с женой.
Флот ушёл в Мексику, где во время отдыха в одном клубе, у одного моряка вызывает сомнения сексуальная ориентация Антуана, что перерастает в драку. Антуан попадает на гауптвахту, после чего Дэвенпорт прилетел к нему для того чтобы узнать что случилось. Антуан доверяется ему и рассказывает о том, что в детстве он подвергся сексуальному насилию со стороны Надин (Йолонда Росс), члена семьи Тейт. Единственным человеком, которому он говорил об этом в детстве, был его друг Джесси (Яша Вашингтон). Возвратившись в Коронадо, Антуан в конце концов открывает Шерил, что ходит к психоаналитику, на что Шерил отвечает, что её отец — ветеран Вьетнамской войны и поэтому она знакома с болью и страданием. Антуан приезжает к Дэвенпорту домой и знакомится с его женой Бертой (Салли Ричардсон), которая приглашает его на обед в честь Дня благодарения.
На семейном ужине, после неловкого вопроса о семье со стороны отца Джерома, Антуан рассказывает ему стихотворение «Кто будет плакать о маленьком мальчике?», после чего Дэвенпорт советует Антуану найти свою настоящую семью. После церемонии вручения дипломов, Дэвенпорт дарит Антуану книгу о Маркусе Гарви. Но Антуан снова испытал чувство гнева, и признался, что чувствует себя одиноким после того, как его лучший друг Джесси (Де'Анджело Уилсон) в 19 лет был убит при попытке ограбления. Понимая, что должен найти своих родителей, чтобы найти успокоение, Антуан попросил Шерил поехать вместе в Кливленд. После безрезультатных поисков в департаменте социальных услуг Антуан решает вернуться в дом Тейтов чтобы узнать хоть что-то о своей семье. Там он сталкивается со своим прошлым и даёт ему достойный отпор, говоря, что испытания только закалили его. В результате, миссис Тейт раскрывает Антуану имя его отца: Эдвард Элкинс. После обзванивания всех Элкинсов из нескольких телефонных книг, Антуан находит свою тетю Аннет (Верни Уотсон-Джонсон) и на следующее утро приходит к ней домой. С помощью дяди Джеймса Антуан находит свою мать (Виола Дэвис), живущую неподалеку, и идёт к ней в гости. Антуан говорит ей, что он хороший человек, достигший многого в своей жизни, он прощает её и уходит. Когда он возвращается в дом Элкинс, он попадает в праздник, подготовленный для него и находит семью, которую он потерял.
Приехав в Коронадо, Антуан благодарит Дэвенпорта за всё, сообщая, что больше не является девственником и сказав о его правоте в отношении строительства новой своей семьи. Однако доктор отвечает, что это он должен благодарить Антуана, так как он дал ему понять свою отрешённость от проблем своего брака с Бертой. Став его названным сыном, Антуан помог Дэвенпорту эмоционально раскрыться и стать лучшим врачом и мужем. Фильм завершается тем, что Дэвенпорт предлагает Антуану пойти перекусить.

## В ролях
| Актёр                | Роль                  |
| -------------------- | --------------------- |
| Дерек Люк            | Антуан Фишер          |
| Малкольм Дэвид Келли | Антуан Фишер (7 лет)  |
| Кори Ходжес          | Антуан Фишер (14 лет) |
| Дензел Вашингтон     | Джером Дэвенпорт      |
| Джой Брайант         | Шерил Смолли          |
| Салли Ричардсон      | Берта Дэвенпорт       |

## Производство
Сценарий фильма был написан Антуаном Фишером с подачи продюсера Тода Блэка в 1993 году, заинтересовавшимся его историей. Дензел Вашингтон проявил интерес к этому проекту в качестве режиссёра в 1996 году, после прихода Блэка со сценарием и предложением сыграть психолога. Вашингтон встречался с Фишером, долгое время обсуждал с ним проект фильма, после чего решился приступить к съёмкам. Позже Вашингтон признавался, что «я просто не мог поверить в эту историю. Я имею в виду что, это была такая удивительная история. А потом я получил возможность встретиться с Антуаном. Меня зацепило». В 2001 году Фишер рассказал расширенную версию своей жизни в мемуарах «Finding Fish», немедленно ставших бестеллером «New York Times». В 1996 году, во время работы в сувенирном магазине «Sony Pictures Studios», начинающий актёр Дерек Люк встретил Фишера, работающего там охранником, подружился с ним и узнал о проекте съёмок фильма по его сценарию, познакомившись с самим Вашингтоном, спутавшим его с Фишером. После нескольких прослушиваний, Люк был утвержден на главную роль. Съёмки проходили в естественной обстановке в окрестностях Кливленда и заняли две недели, также захватив его окрестности — Гленвилл, пять недель в Сан-Диего, в том числе на базе ВМС США на 32-й улице, станции Норт-Айленд и пригороде Пойнт-Лома, на борту корабля USS Belleau Wood. Анутан Фишер следил за съёмками, находился на площадке каждый день и участвовал в монтаже. Действие фильма было перенесено в современность, и как сказал Фишер, специально:

Я родился в 1959 году, но ради фильма, мы решили [изменить его] так, чтобы ребёнок — дети — найти бы это современным. Если бы мы сделали про то, как я рос в 60-х и 70-х, то некоторые дети могли бы сказать: «Ну, что старая история». И люди могут сказать, что прошло много времени с тех пор. Но мы хотели, чтобы люди начали сопоставлять себя с героем.
Оригинальный текст (англ.)I was born in 1959 but for the movie's sake, we decided [to change it] so that children - kids - would find it contemporary. If we did it like I grew up in the '60s and '70s, then some kids might say, "Well, that's an old story." And people might say that a long time has passed since then. But we wanted it to be current so that people would identify with it more.

## Прокат и критика
19 декабря 2002 года «Антуан Фишер» вышел в прокат в США. Он был полностью проигнорирован Академией кинематографических искусств и наук, вручающей премию «Оскар», хотя сравнивался с фильмом «Игры разума».
Фильм получил благоприятные отзывы от кинокритиков, примером чего может служить сайт «Rotten Tomatoes», на котором 79% из 144 критиков дали положительные рецензии, а на «Metacritic» — 62% из 32-х.
Известный кинокритик Роджер Эберт признался, что во время просмотра фильма ему два раза на глаза наворачивались слёзы, но не из-за грусти, а ощущения доброты, отметив, что судя по этому дущераздирающему, истинному, но радостному фильму «трудно поверить, что Дерек Люк является новичком, но легко поверить, почему Вашингтон решил, что он будет играть Антуана Фишера». Стивен Холден из «The New York Times» отметил, как всегда блестящую игру Вашингтона и убедительность Люка в честном фильме. Критики Фредерик и Мэри Энн Брускат отметили, что эта искренняя драма является одним из лучших фильмов года. Ксан Брукс из «The Guardian» отметил, этот фильм предсказуем и приправлен клише

## Темы

### «Община рабов»
Для того чтобы объяснить, но не оправдать издевательства семьи Тейт, Дэвенпорт предложил Антуану прочитать книгу 1972 года — «Община рабов» — американского историка Джона Уэсли Блэссингейма, ставшую одним из первых исторических исследований рабства в США. В ней Блэссингейм говорит, что в большинстве своём негры не были покорными, а их ментальность, сформированная в условиях многовекового рабства оказала воздействие на последующие поколения, наделив их психологическими травмами, такими как, например жестокое обращение с детьми

### «Философия и взгляды Маркуса Гарви»
После церемонии вручения дипломов о прохождении службы, Дэвенпорт для повышения самооценки дарит Антуану книгу «Философия и взгляды Маркуса Гарви» — о мировоззрении деятеля движения за права чернокожих Маркуса Гарви, написанную его женой Эми Жак Гарви.

### «Кто поплачет о маленьком мальчике?»
Стихотворение, прозвучавшее в фильме, было написано Антуаном Фишером в 1981 году, а издано в 2003 году в книге «Who Will Cry For the Little Boy?», среди других стихотворений. По признанию самого Фишера их предисловия к книге, идея собрать свои стихи вместе ему пришла в голову после посещения лекции Майи Энджелоу, охарактеризовавшей поэзию как целебную силу для выхода из глубины отчаяния.
| Оригинальный текст | Перевод |
| --- | --- |
| Who will cry for the little boy, lost and all alone? Who will cry for the little boy, abandoned without his own? Who will cry for the little boy? He cried himself to sleep. Who will cry for the little boy? He never had for keeps. Who will cry for the little boy? He walked the burning sand. Who will cry for the little boy? The boy inside the man. Who will cry for the little boy? Who knows well hurt and pain. Who will cry for the little boy? He died and died again. Who will cry for the little boy? A good boy he tried to be. Who will cry for the little boy, who cries inside of me? | Кто поплачет о маленьком мальчике, которого бросили одного? Кто поплачет о маленьком мальчике, предоставленном самому себе? Кто поплачет о маленьком мальчике? Перед сном он плачет сам. Кто поплачет о маленьком мальчике? У него никого нет. Кто поплачет о маленьком мальчике? Он шел по раскаленному песку. Кто поплачет о маленьком мальчике? Мальчик внутри мужчины. Кто поплачет о маленьком мальчике? Который знает как велика боль. Кто поплачет о маленьком мальчике? Он умирал снова и снова Кто поплачет о маленьком мальчике? Он так хотел быть хорошим. Кто поплачет о маленьком мальчике, который плачет во мне? |

## Саундтрек
Официальный саундтрек из 16 композиций был сочинён Майклом Данна и был выпущен 10 декабря 2002 года:
| №   | Название                   | Длительность |
| --- | -------------------------- | ------------ |
| 1.  | «Antwone's Dream/Fight»    | 3:02         |
| 2.  | «Lock yourself up»         | 1:40         |
| 3.  | «Basement Beating»         | 1:57         |
| 4.  | «Grasshoppers»             | 2:00         |
| 5.  | «I didn't know what to do» | 1:40         |
| 6.  | «Ship Departs»             | 1:23         |
| 7.  | «Antwone remembers Nadine» | 1:27         |
| 8.  | «Antwone and Nadine»       | 2:02         |
| 9.  | «First Kiss»               | 1:53         |
| 10. | «Who will cry»             | 2:08         |
| 11. | «Our sessions have ended»  | 1:47         |
| 12. | «Going to Cleveland»       | 2:26         |
| 13. | «Finding Mae Mae»          | 3:28         |
| 14. | «Daddy's baby sister»      | 1:55         |
| 15. | «Mom & new family»         | 4:31         |
| 16. | «Rocked to the core»       | 2:12         |

## Номинации и награды
| Награда                                      | Категория                                    | Номинанты                              | Результат |
| -------------------------------------------- | -------------------------------------------- | -------------------------------------- | --------- |
| Премия Американского института киноискусства | Фильм года                                   |                                        | Победа    |
| Премия Американской ассоциации сценаристов   | Сценарий-открытие                            | Антуан Фишер                           | Победа    |
| BET Awards                                   | Лучший актёр                                 | Дерек Люк                              | Номинация |
| BET Awards                                   | Лучший актёр                                 | Дензел Вашингтон                       | Победа    |
| Black Reel Awards                            | Лучшая актриса второго плана                 | Джой Брайант                           | Номинация |
| Black Reel Awards                            | Лучший актёр второго плана                   | Дензел Вашингтон                       | Номинация |
| Black Reel Awards                            | Лучший фильм                                 | Дензел Вашингтон Тодд Блэк Рэнда Хейнс | Победа    |
| Black Reel Awards                            | Лучший прорыв — зрительский выбор            | Дерек Люк                              | Победа    |
| Black Reel Awards                            | Лучший сценарий                              | Антуан Фишер                           | Победа    |
| Black Reel Awards                            | Лучший режиссёр                              | Дензел Вашингтон                       | Победа    |
| Black Reel Awards                            | Лучший актёр                                 | Дерек Люк                              | Победа    |
| Critics' Choice Movie Awards                 | Freedom Award                                | Дензел Вашингтон                       | Победа    |
| Ассоциация кинокритиков Чикаго               | Наиболее многообещающий актёр                | Дерек Люк                              | Номинация |
| Humanitas Prize                              | Художественный фильм                         | Антуан Фишер                           | Победа    |
| NAACP Image Award                            | Выдающийся кинофильм                         |                                        | Победа    |
| NAACP Image Award                            | Лучший актёр второго плана в кинофильме      | Дензел Вашингтон                       | Победа    |
| «Независимый дух»                            | Лучшая мужская роль                          | Дерек Люк                              | Победа    |
| «Независимый дух»                            | Лучшая женская роль второго плана            | Виола Дэвис                            | Номинация |
| MTV Movie Awards                             | Лучший прорыв года                           | Дерек Люк                              | Номинация |
| Motion Picture Sound Editors                 | Лучший монтаж звука                          | Дональд Сильвестер Милдред Иатроу      | Номинация |
| Национальный совет кинокритиков США          | Лучший прорыв                                | Дерек Люк                              | Победа    |
| Общество критиков онлайн-фильмов             | Лучший прорыв                                | Дерек Люк                              | Номинация |
| Ассоциация телевидения и онлайн-фильмов      | Лучший прорыв                                | Дерек Люк                              | Номинация |
| Премия Гильдии продюсеров США                | Награда Стэнли Крамера                       | Дензел Вашингтон Тодд Блэк             | Победа    |
| Общество кинокритиков Финикса                | Лучший дебют                                 | Дерек Люк                              | Номинация |
| Общество кинокритиков Финикса                | Лучший сценарий (оригинальный)               | Антуан Фишер                           | Номинация |
| Общество кинокритиков Финикса                | Лучший режиссёр                              | Дензел Вашингтон                       | Номинация |
| Общество политических фильмов                | Открытие                                     |                                        | Победа    |
| Общество политических фильмов                | Мир                                          |                                        | Номинация |
| «Спутник»                                    | Выдающийся новый талант                      | Дерек Люк                              | Победа    |
| «Спутник»                                    | Лучший фильм                                 |                                        | Номинация |
| «Спутник»                                    | Лучший режиссёр                              | Дензел Вашингтон                       | Номинация |
| Teen Choice Awards                           | Тематическая мужская роль                    | Дерек Люк                              | Победа    |
| Ассоциация кинокритиков Вашингтона           | Лучший режиссёр                              | Дензел Вашингтон                       | Победа    |
| Ассоциация кинокритиков Вашингтона           | Лучший фильм                                 |                                        | Номинация |
| Премия Гильдии сценаристов США               | Лучший оригинальный сценарий                 | Антуан Фишер                           | Номинация |
| «Молодой актёр»                              | Лучший молодой актёр в художественном фильме | Малкольм Дэвид Келли                   | Номинация |
| «Молодой актёр»                              | Лучший семейный художественный фильм-драма   |                                        | Номинация |